# Broadway-teater
Broadway-teater, også kendt som blot Broadway, henviser til de teaterforestillinger, der fremføres i de 41 professionelle teatre, hver med 500 eller flere siddepladser, beliggende i Theatre District og Lincoln Center langs Broadway, i Midtown Manhattan, New York City. Broadway og Londons West End repræsenterer tilsammen det højeste kommercielle niveau indenfor teaterverdenen i den engelsktalende del af verden.
Selvom selve hovedvejen er til at forveksle med distriktet og dets samling af 41 teatre, og det også er tæt relateret med Times Square, er kun tre af teatrene placeret på selve Broadway (nemlig Broadway Theatre, Palace Theatre og Winter Garden Teater). Resten er beliggende på de nummererede tværgader, der strækker sig fra Nederlander Theatre, en gade syd for Times Square på West 41st Street, nordligt ad hver side af Broadway til 53rd street, samt Vivian Beaumont Theatre, i Lincoln Center på West 65th street. Selvom der findes undtagelser, er udtrykket "Broadway teater" generelt forbeholdt spillesteder med plads til mindst 500 personer, hvor mindre teatre omtales som off-Broadway (uanset placering), mens meget små spillesteder (mindre end 100 siddepladser) kaldes off-off-Broadway (en), et begreb, der også kan gælde ikke-kommercielt eller avantgarde-teater eller produktioner, der afholdes uden for traditionelle teatersteder.
Theatre District er en populær turistattraktion i New York City. Ifølge The Broadway League endte det samlede publikumstal for sæsonen 2018–2019 (som sluttede 26. maj 2019) på 14.768.254, og Broadway-shows havde 1.829.312.140 dollars i brutto, med et fremmøde på 9.5%, en bruttoomsætning på 10.3% og spilleuger op med 9.3%.
De fleste Broadway-forestillinger er musicals. Historikeren Martin Shefter hævder, at "'Broadway musicals' kulminerede med produktioner af Richard Rodgers og Oscar Hammerstein i 1940'erne og genren blev en enorm indflydelsesrig underholdningsform i amerikansk populærkultur og bidrog til at gøre New York til verdens kulturhovedstad. "

## Historie

### Tidlig teaterliv i New York
New Yorks første egentlige teaterliv opstod omkring 1750, da skuespiller-managerne Walter Murray og Thomas Kean etablerede et teaterselskab på teatret på Nassau Street, der havde omkring 280 personer ansat. De fremførte Shakespeare-teaterstykker og balladeoperaer som fx Tiggereroperaen. I 1752 sendte William Hallam en trup af tolv skuespillere fra Storbritannien til kolonierne med sin bror Lewis, som deres manager. De opstartede et teater i Williamsburg, Virginia, og åbnede teatret med Købmanden i Venedig og The Anatomist. Selskabet flyttede til New York i 1753 og opførte balladeoperaer og ballade-farces som Damon og Phillida. Revolutionskrigen (1775-1783) gjorde en ende på teatret i New York, men i 1798 kom teaterlivet tilbage, da Park Theatre med 2.000 siddepladser blev bygget på Chatham Street (nu kaldet Park Row). Bowery Theatre åbnede i 1826, efterfulgt af andre.
I 1840'erne drev P.T. Barnum et underholdningskompleks på Lower Manhattan. I 1829, på hjørnet af Broadway og Prince Street, åbnede Niblo's Garden op og blev snart en del af New Yorks førende natteliv. Teatret med 3.000 siddepladser fremførte alle former for musikalsk og ikke-musikalsk underholdning. I 1844 åbnede Palmo's Opera House og kørte med operaforestillinger i kun fire sæsoner, før konkurs førte til en rebranding som spillested under navnet Burton's Theatre. Astor Opera House åbnede i 1847. Optøjer brød ud i 1849, da underklassens støtter i Bowery protesterede mod, hvad de opfattede som snobberi fra overklassens publikum på Astor Place: "Efter Astor Place Riot i 1849 blev underholdning i New York City delt langs klasselinjer: opera var hovedsageligt for overklassen, minstrel-shows og melodramaer var for middelklassen, og varieteshows i koncertsaloner var for mænd fra arbejderklassen og den slumrende middelklasse."
William Shakespeares skuespil blev ofte opført på Broadway-scenen i denne periode, især anført af den amerikanske skuespiller Edwin Booth, der var internationalt kendt for sin optræden som Hamlet. Booth spillede rollen i de berygtede 100 forestillinger i træk på Winter Garden Theatre i 1865 (spilleperioden sluttede kun et par måneder før Booths bror John Wilkes Booth myrdede Abraham Lincoln), og han genoptog denne rolle på hans eget Booth's Theatre (som i en periode blev bestyret af broren Junius Brutus Booth, Jr. ). Andre berømte "Shakespeareans", der optrådte i New York i denne æra, var Henry Irving, Tommaso Salvini, Fanny Davenport og Charles Fechter.

### Oprindelse af musicalen og tiden efter borgerkrigen
Teaterlivet i New York flyttede gradvist fra centrum til Midtown Manhattan omkring 1850, hvor der blev afsøgt billigere ejendomme. I begyndelsen af 1800-tallet var området, der nu er Theater District, ejet af en håndfuld familier og omfattede et par gårde. I 1836 åbnede borgmester Cornelius Lawrence 42nd Street, den nu store kendte centrale gade tværs over Manhattan, og inviterede Manhattans beboere til at "nyde den rene, rene luft." Knap 60 år senere byggede teaterentreprenøren Oscar Hammerstein I det ikoniske Victoria Theatre på West 42nd Street.
Broadways første "long run" musical var The Elves som spillede 50 forestillinger i 1857. I 1870 var centrum af Broadway på Union Square, og i slutningen af århundredet var mange teatre i nærmere Madison Square. Teaterlivet kom til Times Square-området i begyndelsen af 1900-tallet og Broadway-teatrene rodfæstede sig der, efter at et stort antal teatre blev bygget omkring pladsen i 1920'erne og 1930'erne. New Yorks teaterliv fortsatte med at ligge langt efter teaterlivet i London, men Laura Keenes "musical burletta" The Seven Sisters (1860) brød alle tidligere New York-rekorder med 253 forestillinger. Det var ved en forestilling af Keenes trup af Our American Cousin i Washington, DC, at Abraham Lincoln blev skudt.
Det første teaterstykke, der er i overensstemmelse med den moderne opfattelse af en musical, hvor dans og originalt musik hjælper med at fortælle historien, anses for at være The Black Crook, der havde premiere i New York den 12. september 1866. Produktionen var fem og en halv time lang, men trods længden kørte den i perioden med 474 (rekordmange) forestillinger. Samme år var The Black Domino/Between You, Me and the Post den første opsætning, der kaldte sig en "musikalsk komedie".
Tony Pastor åbnede det første vaudeville-teater en blok øst for Union Square i 1881, hvori Lillian Russell optrådte. Komikerne Edward Harrigan og Tony Hart producerede og medvirkede i musicals på Broadway mellem 1878 (The Mulligan Guard Picnic) og 1890, baseret på bog og tekster af Harrigan og musik af hans svigerfar David Braham. Disse musikalske komedier fremhævede karakterer og situationer hentet fra dagligdagen i New Yorks lavere klasser og repræsenterede et betydeligt skridt væk fra fra vaudeville og burlesque, mod en mere litterær form. Der medvirkede sangerinder af høj kvalitet (Lillian Russell, Vivienne Segal og Fay Templeton) i stedet for sangerinder med tvivlsomme ry, der havde spillet med i første spæde musicals.
Efterhånden som transportation forbedredes, som fattigdommen i New York faldt og som gadebelysningen sørgede for mere sikker færden om natten, steg antallet af potentielle støtter for det øgede antal teatre enormt. Forestillingerne kunne spille i længere tid og stadig trække publikum til, hvilket førte til bedre overskud og forbedrede produktionsværdier. Som set i England blev teatret mere stuerent, på grund af kvindernes større deltagelse i teaterlivet, da prostitution begyndte at svinde. Briterne Gilbert og Sullivans familievenlige komiske operahits, som startede med HMS Pinafore i 1878, blev importeret til New York (af forfatterne samt i adskillige ulicensierede produktioner). De blev efterlignet i New York i amerikanske produktioner som i Reginald Dekovens Robin Hood (1891) og John Philip Sousas El Capitan (1896) sammen med operaer, balletter og andre britiske og europæiske hits.

### 1890'erne og begyndelsen af 1900'erne
Charles H. Hoyts A Trip to Chinatown (1891) blev Broadways long-run mester, da den overgik Adonis og dens 603 samlede forestillinger i 1893, og blev spillet 657 gange. Chinatown blev overgået af musicalen Irene (1919) i 1921 som den længst kørende Broadway-musical, og endnu tidligere, i marts 1920, af Lightnin' (1918) som det længst kørende Broadway-show. I 1896 dannede teaterejerne Marc Klaw og A.L. Erlanger Theatrical Syndicate, der kontrollerede næsten ethvert lovligt teater i USA i de næste 16 år. Samtidig spredte mindre vaudeville- og varieté-huse sig og Off-Broadway var veletableret i slutningen af 1800-tallet.
A Trip to Coontown (1898) var den første musical-komedie, der udelukkende blev produceret og fremført af afroamerikanere i et Broadway-teater (stort set inspireret af strukturerne i minstrel-shows), efterfulgt af den ragtime-inspirerede Clorindy: The Cakewalk's Origin (1898) og den meget succesrige In Dahomey (1902). Hundredvis af musical-komedier blev opført på Broadway i 1890'erne og begyndelsen af 1900'erne bestående af sange skrevet i New Yorks Tin Pan Alley med komponister som Gus Edwards, John Walter Bratton og George M. Cohan ( Little Johnny Jones (1904), 45 Minutes from Broadway (1906) og George Washington Jr. (1906)). Alligevel var spilleperioderne i New York relativt korte, med nogle få undtagelser, sammenlignet med spilleperioder i London frem til 1. verdenskrig. Et par meget succesrige britiske musicals opnåede samme store succes i New York, herunder Florodora i 1900–01.

### 1900–1925
Sammen med oversættelser af de populære kontinentale operetter fra de første år af det 20. århundrede, kom "Princess Theatre"-forestillinger fra 1910'erne på banen af forfattere som PG Wodehouse, Guy Bolton og Harry B. Smith. Victor Herbert, hvis arbejde omfattede nogle intime musikalske teaterstykker i moderne omgivelser samt hans række berømte operetter (Fortune Teller (1898), Babes in Toyland (1903), Mlle. Modiste (1905), The Red Mill (1906) og Naughty Marietta (1910)).
Som The Red Mill opføres, får Broadway installeret elektriske skilte uden for teatrene. Da farvede pærer gik for hurtigt ud, blev brugt hvide pærer og Broadway fik tilnavnet "The Great White Way". I august 1919 krævede Actors 'Equity Association en standardkontrakt gældende for alle professionelle produktioner. Efter en strejke der lukkede alle teatre, blev producenterne tvunget til at blive enige. I 1920'erne var Shubert -brødrene nået til at have overtage størstedelen af teatrene fra Erlanger-foreningen.
I løbet af denne periode blev stykket Lightnin ' af Winchell Smith og Frank Bacon det første Broadway-show, der nåede op på 700 forestillinger. Fra da af ville det blive det første show, der nåede 1.000 forestillinger. Lightnin ' var det længst kørende Broadway-show, indtil det blev overhalet i performance-totals af Abies Irish Rose i 1925.
Spillefilmene blev en udfordring for scenelivet. Først blev filmene lavet uden lyd og gav kun begrænset konkurrence. I slutningen af 1920'erne blev film som The Jazz Singer præsenteret med synkroniseret lyd, og kritikere spekulerede på, om biografen helt ville kunne erstatte levende teater. Vaudeville-stjernerne og datidens store komikere gik over til spillefilm, og denne slags teater måtte se en ende. Musicalsene fra de brølende 1920'ere der lånte fra vaudeville, music hall og anden let underholdning, havde tendens til at ignorere plottet til fordel for at sætte rampelyset på stjerneskuespillerne, store danserutiner og populære sange. Florenz Ziegfeld producerede årlige spektakulære sang-og-dans-revyer på Broadway med ekstravagante kulisser og udførlige kostumer, men der var for lidt til at binde de forskellige numre sammen. Typisk for 1920'erne var de muntre produktioner som Sally ; Lady Be Good ; Sunny ; No, No, Nanette ; Harlem ; Oh, Kay! ; og Funny Face. Deres bøger har måske ikke efterladt et stort indtryk, men der blev skabt og sat varige standarder af bl.a. George Gershwin, Cole Porter, Jerome Kern, Vincent Youmans og Rodgers og Hart, samt Noël Coward, Sigmund Romberg og Rudolf Friml, der fortsatte i Victor Herberts ånd. Det levende teater har overlevet spillefilmenes opfindelse.

### Mellem krigene
Ved at lægge disse forholdsvis useriøse underholdningsformer bag sig og tage et skridt nærmere dramaet havde Show Boat premiere den 27. december 1927 på Ziegfeld Theatre. Den udgjorde en komplet tilpasning af bog og musik med dramatiske temaer, som fortalt gennem musikken, dialogen, omgivelserne og bevægelsen, blev vævet mere sømfrit sammen end set i tidligere musicals. Det spillede 572 gange.
1920'erne affødte også en ny tidsalder for amerikansk dramatik med fremkomsten af Eugene O'Neill, hvis skuespil Beyond the Horizon, Anna Christie, The Hairy Ape, Strange Interlude og Mourning Becomes Electra beviste, at der var publikum til seriøst drama på Broadway og O'Neills succes banede vejen for store dramatikere som Elmer Rice, Maxwell Anderson, Robert E. Sherwood, Clifford Odets, Tennessee Williams og Arthur Miller, samt komedie-forfattere som George S. Kaufman og Moss Hart. Klassiske genopsætninger viste sig også at være populære blandt Broadway-teatergængere, især John Barrymore i Hamlet og Richard III, John Gielgud i Hamlet, The Importance of Being Earnest og Much Ado About Nothing, Walter Hampden og José Ferrer i Cyrano de Bergerac, Paul Robeson og Ferrer i Othello, Maurice Evans i Richard II og skuespil af George Bernard Shaw og Katharine Cornell i forestillinger som Romeo og Juliet, Antony og Cleopatra og Candida.
Som 2.verdenskrig nærmede sig, omhandlede et dusin af Broadway-dramaerne nazismens opstandelse i Europa samt spørgsmålet om amerikansk indblanding. Det mest succesrige drama var Lillian Hellmans Watch on the Rhine, der blev opført i april 1941.

### 1943–1970
Efter de magre år med den store depression gik Broadway-teater ind i en guldalder med blockbusterhittet Oklahoma! i 1943, der kørte 2.212 forestillinger. I John Kenricks tekster om Broadway musicals står der: "I hver sæson kunne de nye musicals sende sange til toppen af hitlisterne. Offentlig efterspørgsel, en blomstrende økonomi og rigeligt kreativt talent holdt Broadway i gang. Den dag i dag udgør forestillingerne fra 1950'erne kernen af musikteater-repertoiret. " Kenrick bemærker, at "slutningen af 1960'erne markerede en tid med kulturel omvæltning. Ændringerne ville vise sig smertefulde for mange - både for dem bag kulisserne såvel som for publikum. " Om 1970'erne skriver Kenrick: "Lige da det så ud til, at traditionelle bog-musicals var in igen, sluttede årtiet med af at kritikere og publikum gav blandede signaler."
Ken Bloom bemærkede, at "1960'erne og 1970'erne oplevede en forværring af området [Times Square] og et fald i antallet af legitime shows produceret på Broadway." Til sammenligning åbnede der i sæsonen 1950 til 1951 (maj til maj) 94 produktioner på Broadway; i sæsonen 1969 til 1970 (juni til maj) var der 59 produktioner (15 var genopsætninger). I 1920'ernevar der 70–80 teatre, mens der i 1969 var 36 tilbage.

### 1980'erne
I begyndelsen af 1982 stod teaterproducenten og instruktøren Joe Papp, der stod bag The Public Theatre, i spidsen for kampagnen "Save the Theatres". Det var en non-profit gruppe, der blev støttet af Actors Equity-fagforeningen for at redde teaterbygningerne i kvarteret fra nedrivning til fordel for udvikling af Manhattan. Papp stillede ressourcer til rådighed, rekrutterede et forlag, hyldede skuespillere og leverede lyd, belysning og tekniske besætninger til indsatsen.
På opfordring fra Papp blev der i juli 1982 indført et lovforslag på den 97. kongres med titlen "HR6885, et lovforslag om at udpege Broadway/Times Square Theatre District i New York City til et nationalhistorisk sted". Lovgivningen ville have givet visse amerikanske regeringer ressourcer og bistand til at hjælpe byen med at bevare distriktet. Mod for stærk modstand og lobbyvirksomhed fra borgmester Ed Kochs team og virksomhedernes udviklingsinteresser i Manhattan blev lovforslaget ikke vedtaget. "Save the Theaters"-kampagnen vendte derefter deres bestræbelser mod at støtte etableringen af Theater District som et registreret historisk distrikt. I december 1983 udarbejdede "Save the Theatres" "The Broadway Theatre District, a Preservation Development and Management Plan" og forlangte, at hvert teater i distriktet modtog anerkendelse som vartegn. Borgmester Ed Koch oprettede til slut et teaterråd, hvor Papp blev medlem.

### Covid-19-pandemi
Som et resultat af COVID-19-pandemien lukkede Broadway-teatrene den 12. marts 2020 og lukkede de 16 forestillinger, der spillede eller var ved at åbne. Broadway League-lukningen blev først forlænget til april, derefter til maj, derefter juni, derefter september 2020 og januar 2021, og senere til 1. juni 2021.
Da guvernør Andrew Cuomo annoncerede, at de fleste sektorer i New York ville få deres restriktioner ophævet den 19. maj 2021 (herunder spillesteder, der kunne operere med fuld kapacitet, hvis alle deltagere for nylig var testet negative eller var fuldt vaccinerede), udtalte han, at Broadway-teatrene ikke ville være i stand til straks at genoptage forestillinger på denne dato på grund af logistiske årsager. Cuomo og Broadway League havde sat som oprindeligt mål, at teatrene ville kunne genåbne i september 2021. Den 5. maj 2021 meddelte Cuomo, at Broadway ville få lov til at genåbne den 14. september, og League bekræftede, at forestillingerne ville begynde at blive vist i efterårssæsonen.
Springsteen på Broadway blev den første forestilling der spillede i fuld længde, da Broadway genåbnede d. 26. juni 2021. Den åbnede på St. James Theatre for 1.721 vaccinerede teatergængere. Pass Over havde derefter sin første forhåndsvisning den 4. august 2021 og åbnede den 22. august 2021 og blev den første nye forestilling, der åbnede. Hadestown bliver den første musical til at genoptage forestillinger den 2. september 2021 efter særligt event arrangeret guvernørens kontor, Broadway League og Walter Kerr Theatre. Det tidlige event var påkrævet på grund af producenternes tilsagn om at forberede forestillingens nationale turnéproduktion. De 74. Tony Awards blev også udskudt; efter Tony-nomineringerne blev annonceret den 15. oktober 2020 af James Monroe Iglehart, blev det i sidste ende annonceret i maj 2021, at ceremonien ville finde sted den 26. september 2021.

## Beskrivelse

### Tidsplan
Selvom der er nogle undtagelser, har forestillingerne uden slutdato oftest aftenforestillinger tirsdag til lørdag med tæppefald kl. 19 eller 20. Eftermiddagens " matinée " forestillinger er kl. 14.00 onsdage og lørdage, og kl. 15.00 om søndagen. Dette giver otte forestillinger om ugen. Ud fra denne tidsplan spiller de fleste forestillinger ikke på mandage, og de og teatrene er, så at sige, "mørke" den dag. Skuespillerne og personalet på forestillingerne betragter derfor søndag og mandag som deres weekend. Tony-prisoverrækkelsen afholdes derfor normalt en søndag aften i juni for at passe til denne tidsplan.
I de senere år har nogle forestillinger flyttet deres tirsdagsforestilling en time frem, til kl. 19. Begrundelsen for dette var at fordi færre turister går i teatret midt i ugen, afhænger tirsdagens publikum af de lokale teatergængere. Det tidligere tæppefald gør det muligt for folk i forstæderne at komme hjem til en rimelig tid efter forestillingen. Nogle forestillinger, især dem produceret af Disney, ændrer ofte i tidsplanerne afhængigt af sæsonen. Dette gøres for at maksimere tilgængeligheden for deres målgruppe.
De fleste Broadway-producenter og teaterejere er medlemmer af The Broadway League (tidligere "The League of American Theaters and Producers"), en brancheorganisation, der promoverer Broadway-teater som helhed, forhandler kontrakter med de forskellige teaterforeninger og aftaler med laugene samt administrerer Tony Awards med American Theatre Wing, en serviceorganisation. Mens League og teaterforeningerne nogle gange er i konflikt i de perioder, hvor nye kontrakter forhandles, samarbejder de også om mange projekter og arrangementer skabt til at fremme professionelt teater i New York.
Af de fire non-profit teaterselskaber med Broadway-teater tilhører alle fire (Lincoln Center Theatre, Manhattan Theatre Club, Roundabout Theatre Company og Second Stage Theatre) League of Resident Theatres og har kontrakter med teaterforeningerne, som forhandles særskilt fra det andet Broadway-teater og producenter. (Disney forhandler også udenom League, ligesom Livent gjorde, før den lukkede sin virksomhed.)
Størstedelen af Broadway-teatre ejes eller ledes af tre organisationer: Shubert Organization, en profit-profit i nonprofit Shubert Foundation, der ejer sytten teatre; Nederlander Organization, der kontrollerer ni teatre; og Jujamcyn, der ejer fem Broadway -huse.

### Personale
Både musicals og scenespil på Broadway er ofte afhængige af at caste kendte ansigter i hovedrollerne for at tiltrække større eller nyere publikummer til. Skuespillere fra film og tv bliver ofte castet til genopførelser af Broadway-forestillinger eller bruges til at erstatte skuespillere, der forlader castet. Der er dog stadig skuespillere, der primært er teaterskuespillere, og som tilbringer det meste af deres tid "on the boards" ("på tavlerne udenfor teatret) og kun optræder sporadisk i film eller tv. Som Patrick Healy fra The New York Times sagde:
Broadway havde engang mange hjemmelavede stjerner, der engagerede sig i at arbejde på en forestilling i et år, som Nathan Lane gjorde i The Addams Family. I 2010 blev teater-sværvægtere som Mr. Lane ikke engang nomineret; i stedet blev der givet flere Tony Awards til produktioner, der var skabt til at være short-timers på Broadway, med tanken bag, at mange af deres filmstjerneskuespillere måtte videre til andre jobs.
Mark Shenton sagde, "En af de største ændringer i det kommercielle teaterlandskab - på begge sider af Atlanten - i løbet af det sidste årti eller deromkring er, der er et større antal stjernenavne, der vil spille levende skuespil; mens der er færre ægte teaterskuespillere. Engang ville en producent kræve et minimumsengagement fra sin stjerneskuespiller på seks måneder og måske et år; nu er kun 13 uger normalt. "
Broadway-orkestrets minimumsstørrelse styres efter aftale med musikernes fagforening (Local 802, American Federation of Musicians) og The Broadway League. For eksempel angiver aftalen minimumsstørrelsen for orkestret på Minskoff Theatre til at være 18, mens det på Music Box Theatre er 9.

### Spilleperioder
De fleste Broadway-shows er kommercielle produktioner, der har til formål at tjene penge til producenterne og investorerne ("backers" eller "angels") og har derfor ikke slutdatoer (varighed, som produktionen spiller), hvilket betyder, at deres spilleperioder ikke er givet på forhånd, men afhænger af anmeldelser, mund til mund og effektiviteten af forestillingens reklame, som i sidste ende bestemmer billetsalget. Investering i en kommerciel produktion medfører en varieret grad af finansiel risiko. Forestillingerne behøver ikke at give fortjeneste med det samme; hvis den når sine ugentlige driftsudgifter eller taber penge til en sats, der er acceptabel for producenterne, kan de fortsætte med at køre forestillingerne i forventning om, at de til sidst vil give afkast på deres oprindelige omkostninger og blive rentable. I nogle grænsesituationer kan producenter bede om, at royalties midlertidigt reduceres eller frafalder, eller endda at skuespillerne - med tilladelse fra deres fagforeninger - tager lave lønninger for at forhindre, at en forestillinger lukkes. Teaterejere, der generelt ikke er profitdeltagere i de fleste produktioner, kan fravige eller reducere husleje eller endda låne penge ud til en forestilling for at holde den kørende.
Nogle Broadway-forestillinger er produceret af ikke-kommercielle organisationer som en del af en almindelig abonnementsæson- Lincoln Center Theatre, Roundabout Theatre Company, Manhattan Theatre Club og Second Stage Theatre er de fire non-profit teaterselskaber, der i øjeblikket har permanente Broadway-spillesteder. Nogle andre produktioner produceres på Broadway med "begrænsede engagementkørsler" af flere årsager, herunder økonomiske spørgsmål, tidligere optrædner fra skuespillere eller midlertidig ledighed af et teater mellem slutningen af en produktion og begyndelsen af en anden. Nogle forestillinger med planlagte begrænsede spilleperioder kan dog efter gode anmeldelser eller succes i box office forlænge deres spilleperioder eller omlægges til ikke at have slutdato. Dette var tilfældet med 2007's august: Osage County, 2009's God of Carnage og 2012's Newsies .
Historisk set har musicals på Broadway en tendens til at have længere spilleperioder end ikke-musikalske skuespil. Den 9. januar 2006 blev The Phantom of the Opera på Majestic Theatre den længst kørende Broadway-musical med 7.486 forestillinger, og overhalede dermed Cats.

### Publikum
At se en forestilling på Broadway er en almindelig turistaktivitet i New York. TKTS- boderne sælger billetter til samme dag (og i visse tilfælde matineebilletter (særligt lange forestillinger) næste dag) til mange Broadway- og Off-Broadway-shows med rabatter op til 50%. TKTS -boderne er placeret på Times Square, på Lower Manhattan og i Lincoln Center. Denne service drives af Theater Development Fund. Mange Broadway-teatre tilbyder også særlige studenterpriser, "rush "- eller" lotteri"-billetter samme dag eller billetter til stående pladser for at sikre fulde teatersale, og at deres bruttoindtægter er så høje som muligt. Ifølge The Broadway League havde Broadway publikummer Broadway for $14,77 mio. i 2018–2019 mod $13,79 millioner i 2017–2018. Broadway League rapporterer også, at cirka 66% af alle Broadway-billetter blev købt af turister i sæsonen 2012–2013, en stigning på tre procent fra sæsonen 2011–2012. Til sammenligning rapporterede Londons West End-teater om publikumsbidrag på 15,5$ millioner til større kommercielle og tilskudsstøttede teatre i det centrale London for 2018. Gennemsnitsalderen for Broadway -publikummet i teatersæsonen 2017-18 var 40 år, den laveste den havde været i næsten to årtier.

### Off-Broadway og amerikanske turnér
Klassificeringen af teatre er underlagt tekst i Actors 'Equity Association kontrakter. For at være berettiget til en Tony skal en produktion være i en sal med 500 pladser eller mere og være opført i Theater District, som er de kriterier, der definerer Broadway teater. Off-Broadway og Off-Off-Broadway-forestillinger har ofte en mere eksperimentel, udfordrende og intim setting, end det er muligt i de større Broadway-teatre. Nogle Broadway-forestillinger, som f.eks. Musicals Hair, Little Shop of Horrors, Spring Awakening, Next to Normal, Rent, Avenue Q, In the Heights, Fun Home, Dear Evan Hansen og Hamilton, begyndte deres spilleperioder Off-Broadway og blev senere overflyttet til Broadway og forsøgte at gentage forestillingen intime oplevelse i et større teater.
Efter, eller endda under, vellykkede spilleperioder på Broadway-teatre, omarrangerer producenterne ofte deres produktioner med nye casts og personaler til Broadway National Touren, der rejser til teatre i større byer over hele landet. Nogle gange, når en forestilling lukker på Broadway, relanceres hele produktionen, med de fleste hvis ikke alle de originale cast intakte, som en turnétrup, deraf navnet "Broadway national tour". Nogle forestillinger kan endda have flere turneringstrupper ude ad gangen, uanset om forestillingen stadig spiller i New York eller ej, hvor mange trupper "sidder" i andre større byer til deres egne forlængede spilleperioder.
Mindre byer kan tiltrække nationale turtrupper, men i kortere perioder kan de endda betjenes af "bus og lastbil" ture. Disse er nedskalerede versioner af de større, nationale turnéproduktioner, der historisk får deres navn, fordi castene generelt rejste med bus i stedet for med fly, mens kulissser og udstyr rejste med lastbil. Ture af denne type, der ofte har en reduceret fysisk produktion for at kunne tilpasses mindre spillesteder og strammere skemaer, kører ofte i uger frem for måneder. Nogle vil endda spille "split uger", altså en halv uge i en by og anden halvdel i en anden. Nogle gange vil de også spille "one-nighters". Produktionsværdierne er normalt mindre overdådige end den typiske Broadway nationale turné eller national turnéproduktion, og skuespillerne kompenseres under en anden, mindre lukrativ fagforening, mens de stadig er medlemmer af skuespillerforeningen. Touring Broadway Awards, uddelt af The Broadway League, hædredes ekspertise inden for turné i Broadway.

### Priser
Broadway-produktioner og kunstnere hædres ved de årlige Antoinette Perry Awards (almindeligvis kaldet " Tony Awards " eller "Tony"), som gives af American Theatre Wing og The Broadway League, og som første gang blev overrakt i 1947. Tony er Broadways mest prestigefyldte pris, der kan sammenlignes med Oscar-uddelingen for Hollywood-filmproduktioner. Prisens betydning er steget siden 1967, da prisoverrækkelseshowet begyndte at blive sendt på nationalt tv. Som strategi for at forbedre seertallene vælges der berømtheder som showets værter, selvom de fleste ikke selv har forbindelse til teaterverdenen. Den seneste Tony Awards-ceremoni blev afholdt den 9. juni 2019 . Andre priser til Broadway-produktioner omfatter Drama Desk Award, uddelt siden 1955, New York Drama Critics 'Circle Awards, der først blev givet i 1936, og Outer Critics Circle Award, der oprindeligt blev uddelt i 1950.

### Citationer
1. ↑  Pincus-Roth, Zachary. "Ask Playbill.com: Broadway or Off-Broadway—Part I". Playbill, February 7, 2008, accessed September 11, 2016
2. ↑  Viagas, Robert. "Hudson Theatre Will Be Reopened as Broadway House". Playbill, December 16, 2015
3. ↑  Naden, Corinne J. (2011). The Golden Age of American Musical Theatre: 1943–1965 (engelsk). Scarecrow Press. s. 1. ISBN 9780810877344.
4. ↑  "How To Tell Broadway From Off-Broadway From..." Playbill. Playbill, Inc. 13. januar 2019. Hentet 28. februar 2020.
5. 1 2  "2018 – 2019 Broadway End-of-Season Statistics". Broadway League, May 28, 2019.
6. ↑  Martin Shefter (1993). Capital of the American Century: The National and International Influence of New York City. Russell Sage Foundation. s. 10. ISBN 9781610444972.
7. 1 2  Kenrick, John (2003-2005). "Theatre in NYC: A Brief History I". Musicals101.com.
8. ↑  "Bowery Theatre history, Internet Broadway Database listing" Internet Broadway Database, accessed August 26, 2011
9. ↑  Snyder, Robert W. (1995).  Jackson, Kenneth T. (red.). The Encyclopedia of New York City. New Haven: Yale University Press. s. 1226.
10. 1 2  "Urban Development". spotlightonbroadway.com. Arkiveret fra originalen 7. juni 2020. Hentet 3. november 2017.
11. 1 2  "Longest Running Plays in London and New York" Arkiveret 3. marts 2016 hos  Wayback Machine dgillan.screaming.net (stagebeauty.net), copyright 2007, accessed August 26, 2011
12. 1 2  Sheridan, Morley. Spread A Little Happiness:the First Hundred Years of the British Musical, New York: Thames and Hudson, 1987, ISBN 0-500-01398-5, p.15
13. ↑  Kenrick, John. "Kenrick's summary of New York theatre from 1865 to 1900" Musicals101.com, accessed August 26, 2011
14. ↑  Midkoff, Neil. "Discovering Dorothy". home.earthlink.net. Arkiveret fra originalen 25. april 2009.
15. ↑  Kenrick, John (2003). "Theatre in NYC: History – Part IV". Musicals101.com.
16. ↑  Lubbock, Mark (1962). The Complete Book of Light Opera. New York: Appleton-Century-Crofts. s. 807-8.
17. ↑  Atkinson, Brooks (2. april 1941). "Lillian Hellman's Watch on the Rhine Acted With Paul Lukas in the Leading Part" (PDF). The New York Times. Hentet 18. oktober 2012.
18. ↑  Kenrick, John. "History of The Musical Stage. 1950s I: When Broadway Ruled" musicals101.com, accessed December 2, 2012
19. ↑  Kenrick, John. "History of The Musical Stage.1960s II: Long Running Hits"
musicals101.com, accessed December 2, 2012
20. ↑  Kenrick, John. "History of The Musical Stage. 1970s Part V: Change" musicals101.com, accessed December 2, 2012
21. ↑  Bloom, Ken. "Introduction" Broadway: Its History, People, and Places (2004) (books.google.com) Taylor & Francis, ISBN 0-415-93704-3, p.xvi
22. ↑  "Productions Opening During the Season 1950–1951". InternetBroadwayDatabase.
23. ↑  "Productions Opening During the Season 1969–1970". InternetBroadwayDatabase. Arkiveret fra originalen 29. oktober 2013.
24. ↑  "Broadway 1950–1970" Arkiveret 29. oktober 2013 hos  Wayback Machine mapsites.net, December 2, 2012
25. ↑  The name of the organization was "Save the Theatres, Inc., as noted in court papers. See Shubert Organization, Inc. v. Landmarks Preservation Commission of the City of New York and Save the Theatres, Inc. Arkiveret 21. maj 2013 hos  Wayback Machine, Supreme Court of New York, Appellate Division, First Department, May 16, 1991, accessed March 10, 2013
26. ↑  "Proposal to Save Morosco and Helen Hayes Theaters". LHP Architects. Arkiveret fra originalen 20. maj 2015.
27. 1 2 3  Helen Epstein (1. marts 1996). Joe Papp: An American Life. ISBN 0-306-80676-2. Hentet 22. februar 2013.Helen Epstein (March 1, 1996). Joe Papp: An American Life (Webside ikke længere tilgængelig). ISBN 0-306-80676-2. Retrieved February 22, 2013.
28. ↑  "City Panel Near Vote on Save-The-Theaters Proposals". NYTimes.com. New York City. 15. april 1984. Hentet 22. februar 2013.
29. ↑  Corwin, Betty "Theatre on film and tape archive" Arkiveret 21. september 2013 hos  Wayback Machine, International Association of Libraries and Museums of the Performing Arts, accessed May 10, 2013
30. ↑  "Bill Summary & Status – 97th Congress (1981–1982) – H.R.6885". Thomas.loc.gov. Hentet 22. februar 2013. (Webside ikke længere tilgængelig)
31. ↑  Lynne B. Sagalyn (2003). Times Square Roulette: Remaking the City Icon. MIT Press. ISBN 978-0-262-69295-3. Hentet 26. februar 2013.
32. 1 2  Peter Bosselmann (28. august 1985). Representation of Places – Imprimé: Reality and Realism in City Design. ISBN 978-0-520-91826-9. Hentet 26. februar 2013.
33. ↑  Paulson, Michael (9. oktober 2020). "Broadway Will Remain Closed at Least Through May". The New York Times. Hentet 9. oktober 2020.
34. ↑  "Broadway League Extends Shutdown Until June 2021". Spectrum News. 9. oktober 2020. Hentet 9. oktober 2020.
35. ↑  Evans, Greg (2021-05-05). "Broadway To Reopen Sept. 14, Says Gov. Andrew Cuomo; Broadway League "Cautiously Optimistic"". Deadline (amerikansk engelsk). Hentet 2021-05-27.
36. ↑  Corasaniti, Nick (2021-06-27). "Bruce Springsteen Reopens Broadway, Ushering in Theater's Return". The New York Times (amerikansk engelsk). ISSN 0362-4331. Hentet 2021-06-27.
37. ↑  Corasaniti, Nick (2021-06-27). "Bruce Springsteen Reopens Broadway, Ushering in Theater's Return". The New York Times (amerikansk engelsk). ISSN 0362-4331. Hentet 2021-06-29.
38. ↑  Dilella, Frank (5. august 2021). ""Pass Over" becomes first new play on Broadway since COVID shutdown". NY1. Hentet 23. august 2021.
39. ↑  Meyer, Dan (22. august 2021). "Antoinette Chinonye Nwandu's Pass Over Opens on Broadway August 22". Playbill. Hentet 23. august 2021.
40. ↑  Evans, Greg (2021-05-24). "'Hadestown' To Be Broadway's First Reopening; 'Girl From The North Country' Also Announces Return". Deadline (amerikansk engelsk). Hentet 2021-05-27.
41. ↑  Moynihan, Caitlin (8. oktober 2020). "2020 Tony Awards Nominations Will Be Announced on October 15". Broadway.com. Hentet 9. oktober 2020.
42. ↑  McPhee, Ryan (26. maj 2021). "Tony Awards, Sidelined by the Pandemic, Sets September Date for 4-Hour Celebration". Playbill (engelsk). Hentet 2021-05-27.
43. 1 2  Blank, Matthew. "Weekly Schedule of Current Broadway Shows" Playbill.com, August 21, 2011
44. ↑  Healy, Patrick. "Time Is Short to See Tony Winners". The New York Times, June 14, 2010
45. ↑  Shenton, Mark. "Rewarded today, gone tomorrow..." Arkiveret 26. juni 2010 hos  Wayback Machine. The Stage, June 17, 2010
46. ↑  "Local 802 Agreement". local802afm.org. p. 10. Retrieved August 10, 2013.
47. ↑  Playbill Staff. "Long Runs on Broadway" Arkiveret 6. oktober 2014 hos  Wayback Machine Playbill.com, November 20, 2011
48. ↑  "TKTS Discount Booths in NYC, Theatre Development Fund". www.tdf.org.
49. ↑  Blank, Matthew. "Broadway Rush and Standing Room Only Policies" Arkiveret 10. maj 2008 hos  Wayback Machine. Playbill.com, March 1, 2011
50. ↑  Hetrick, Adam. Broadway League Announces 2012–13 Demographics; Young Theatregoers and International Tourists on the Rise" Arkiveret 9. januar 2014 hos  Wayback Machine playbill.com, January 9, 2014
51. ↑  "Society of London Theatre Box Office Figures, 2018" Arkiveret 18. december 2020 hos  Wayback Machine solt.co.uk, Date Published: March 1, 2019
52. ↑  Ginia Bellafante (27. december 2019). "9 Ways New York Changed That We Didn't See Coming". The New York Times. Hentet 27. december 2019.
53. ↑  "Tony Awards History" Arkiveret 7. maj 2010 hos  Wayback Machine tonyawards.com, accessed February 25, 2011
54. ↑  McKinley, Jesse. "Tony Awards Finish Up With a Fuzzy Surprise; Puppet Musical Wins Big, as Does 'My Own Wife'" The New York Times, June 7, 2004

## Anden læsning
- Ackerman, Alan. "Liberalism, Democracy, and the Twentieth-Century American Theater," American Literary History (2005) 17#4 pp. 765–780.
- Bordman, Gerald. American Musical Comedy (Oxford University Press, 1982)
- Bordman, Gerald. American Operetta (Oxford University Press, 1981)
- Knapp, Raymond. The American Musical and the Formation of National Identity (Princeton University Press, 2005)
- Middeke, Martin, et al. The Methuen Drama Guide to Contemporary American Playwrights (2013)
- Mordden, Ethan. Anything Goes: A History of American Musical Theatre (2013)
- Roudane, Matthew Charles. American Drama Since 1960: A Critical History (1996)
- Shiach, Don. American Drama 1900–1990 (2000)
- Stempel, Larry. Showtime: A History of the Broadway Musical Theater (WW Norton, 2010) 826 pp.
- Weales, Gerald Clifford. American drama since World War II (1962)
- White, Timothy R. Blue-Collar Broadway: The Craft and Industry of American Theater (2014)
- Wolf, Stacy. Changed for Good: A Feminist History of the Broadway Musical (2010)

## Eksterne links
- Wikimedia Commons har flere filer relateret til Broadway-teater
- The Internet Broadway Database
- The Houses of Broadway, The New York Times, April 30, 2010